# ديفيد باركلي من يونغزبيري
كان ديفيد باركلي (من مواليد عام 1729، وتوفي عام 1809) مصرفيًا وتاجرًا وفاعل خير وصاحبيًا إنجليزيًا. اشتهر باركلي بتجربة «تحرير العبيد دون مقابل» التي تمكن فيها من تحرير مجموعة من العبيد الجامايكيين المملكونين لأحد الأسياد، وعمل على إيجاد مستقبل أفضل لهم في بنسلفانيا. كان إرث باركلي بمثابة أحد الأعمدة الأساس لإنشاء بنك بارليز الحالي، بعد قرن من تأسيسه كمعمل لإنتاج الخمور تحت نفس الاسم.

## الخلفية العائلية
كان ديفيد باركلي نجل المصرفي والتاجر الإسكتلندي، ديفيد باركلي من تشيبسايد (من مواليد عام 1682، وتوفي عام 1769)، الابن الثاني لروبرت باركلي، الكاتب الصاحبي البارز، وبريسيلا فريم، ابنة المصرفي جون فريم.

## بنك عائلة باركلي
تعود أصول بنك فريم، الذي ورث كل من ديفيد باركلي وشقيقه جون أسهمه من والدتهما، على الأقل إلى الربع الأول من القرن الثامن عشر. تغير اسم البنك عدة مرات، إلا أنه أصبح معروفًا بشكلٍ عام، منذ منتصف سبعينيات القرن الثامن عشر، باسم بنك باركلي بيفان وشركاه. كان بيفان، شريك باركلي، هو السيلفانوس بيفان الثالث، ابن تيموثي بيفان، وابن شقيق سيلفانوس بيفان الثاني الذي كان يعمل كصيدلاني، أما والدته، إليزابيث، فكان الأخت غير الشقيقة لباركلي.

## الشؤون الأمريكية
عمل باركلي بالتجارة مع المستعمرين في أمريكا، وربطته بعض العلاقات الخاصة مع بعض التجار في ولاية بنسلفانيا. بحلول عام 1760، أصبح لشركة ديفيد باركلي وأبنائه، اتصالات مع تجار نيويورك وفيلادلفيا، وزودت الجيش البريطاني في أمريكا الشمالية بالبضائع. استفاد باركلي، في السنوات التي سبقت اندلاع حرب الاستقلال الأمريكية، من بنجامين فرانكلين. استخدم الأخوان باركلي آراءهم حول الوضع في أمريكا الشمالية كاستراتيجية للعمل، فقاما أولًا وقبل كل شيء بالانسحاب من المبيعات بالعمولة، ثم قللا من اعتمادهما على التصدير عبر المحيط الأطلسي. وتوقفا، مع نهاية الحرب، عن التجارة بالكتان.
تعود العلاقة التي تجمع فرانكلين بالمصرِفَيين المنتمين لجمعية الأصدقاء الدينية (الصاحبيين)، إلى عشرين عام، وذلك عندما زار لأول مرة إنكلترا بصفته موفدًا من ولاية بنسلفانيا الأمريكية، وتعامل حينها مع شركة هنتون براون. التقى براون روبرت هانتر موريس، في عام 1754، بصفته الحاكم الجديد لولاية بنسلفيانيا. وأصبح في عام 1755، مع كل من باركلي وبيفان وفوثرجيل وكابل هانبري، عضوًا في اللجنة المعنية بمصالح جمعية الأصدقاء الدينية. في عام 1756، عمل باركلي في تنظيم طلبات البنادق لصالح توماس بن، كما عمل كوكيلٍ لشركة ويليام آلين في لندن.
قاد باركلي، خلال أزمة سبعينيات القرن الثامن عشر، لجنة تجار أمريكا الشمالية في حملة إلغاء قانون الطابع لعام 1765. إلا أنه لم يؤيد التطرف في معارضة المستعمرين. في شهر نوفمبر من عام 1774، دعا باركلي بنجامين فرانكلين في لندن لمناقشة التوترات المتفاقمة في العلاقات عبر المحيط الأطلسي. صاغ فرانكلين مع باركلي وجون فوثرجيل خطةً لحل الأزمة التي وقعت بعد حادثة حفلة شاي بوسطن في عام 1773. في عام 1775، التقى باركلي برئيس وزارء بريطانيا آنذاك، فريديريك نورث، بغية مجابهة وصول الأمريكيين إلى مصايد الأسماك، لكن دون جدوى.
بعد انتهاء الحرب، شقت الوفود الأمريكية الصاحبية الإبطالية طريقها إلى لندن، إلّا أن باركلي رأى فيهم أشخاصًا غير صبورين بشكل عام وسذجًا من الناحية السياسية إذ كانوا يرغبون بممارسة الضغط على البرلمان من خلال الملك. تمكن باركلي من تحويل برنامج الإبطالية في المملكة المتحدة إلى قضية إلغاء نظام العبودية التي أثارت اهتمام السياسيين البريطانيين.